# Hartford (Cheshire)
Hartford ist ein Ort und Civil Parish in der Unitary Authority Cheshire West and Chester und liegt in der traditionellen Grafschaft Cheshire, England. Sie bildet einen Teil des Wahlkreises Weaver Vale am Kreuzungspunkt der Landstraße A559 und der West Coast Main Line (zwischen Liverpool und Crewe), etwa drei Kilometer südwestlich der Stadt Northwich.

## Geschichte
Hartford wurde 1086 im Domesday Book erwähnt, als der Herrensitz von Gilbert de Venables im Rahmen der Baronie von Kinderton gehalten wurde. Vor der Herrschaft von König Eduard III. gehörte der Sitz einer Familie, die den lokalen Namen annahm, danach ging der Herrensitz der Reihe nach an die Familien Horton, Massey, Holcroft, Marbury und Davies.

## Geografie
Hartford befindet sich in der Cheshire Plain auf der Westseite des River Weaver südwestlich der Stadt Northwich. Hartford liegt in einem von Feldern geprägten Gebiet und ist von den folgenden Civil Parishs umgeben:
- Weaverham im Norden
- Northwich im Nordosten
- Davenham im Südosten
- Winsford im Süden
- Cuddington im Westen

Im Ortsgebiet gibt es keine wesentlichen Gewässerflächen.

## Bevölkerungsentwicklung
| Jahr | Einwohner |
| ---- | --------- |
| 1801 | 472       |
| 1851 | 950       |
| 1901 | 850       |
| 1951 | 2.919     |
| 2001 | 5.515     |

## Verwaltung
Die Ortschaft Hartford war ursprünglich zwischen zwei Parishs geteilt. Der größere Teil des Ortes gehörte zur Witton Chapel im Kirchspiel Great Budworth und ein kleinerer Teil entfiel auf das Kirchspiel Weaverham cum Milton. Sie bildete einen Teil der Eddisbury Hundred und wurde 1836 in die Poow Law Union Northwich eingegliedert. 1866 wurde der Civil Parish konstituiert.
Die Grenzen des Civil Parishs wurden dreimal geändert. 1894 wurde das Gebiet zwischen Beach Road und Darwin Street einschließlich des Bahnhofs nach Northwich eingemeindet. 1936 wurden einige kleinere Grenzberichtigungen vorgenommen und 1955 wurde Greenbank nach Northwich transferiert.
Von 1894 bis 1974 gehörte ganz Hartford zum Northwich Rural District und wurde vom Rat des Boroughs Vale Royal verwaltet. Letzterer hörte im April 2009 auf zu existieren und Hartford ist nun ein Civil Parish innerhalb von Cheshire West and Chester.

## Kirche

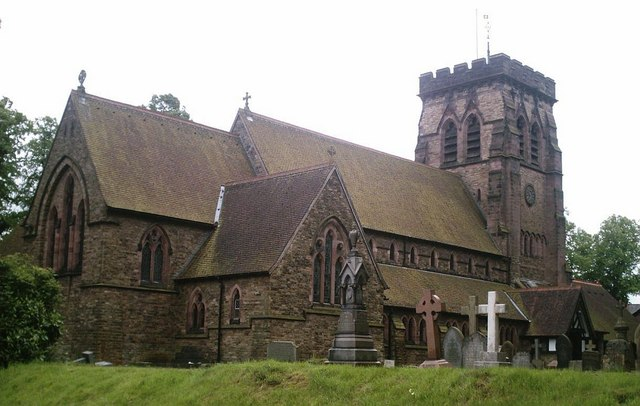
St. John the Baptist Church, Hartford

Die Kirche Hartfords geht auf das Jahr 1821 zurück, als die Einwohner es schafften, ausreichend Geld für den Bau einer Kirche aufzubringen. Der größte Teil der Ortschaft gehörte zur Pfarrkirche Witton Chapel, die zwei Meilen entfernt lag, ein kleiner Teil südlich der Chester Road bildete einen abgetrennten Teil der Kirchengemeinde Weaverham.
Der Bau wurde 1822 begonnen und 1824 wurde die Kirche durch den Bischof von Chester als Kapelle zu St Helen Witton geweiht. Die Baukosten beliefen sich auf ungefähr 1450 Pfund Sterling.
Das Bevölkerungswachstum in Hartford während der folgenden vier Jahrzehnte führte dazu, dass die Kirche zu klein wurde, sodass 1873 der Bau der St John the Baptist’s Church in Angriff genommen wurde. Der Entwurf stammt von John Douglas und 1875 konnte die neue Kirche geweiht werden.
Der Kirchturm wurde 1887 erbaut, um an das goldene Thronjubiläum von Victoria zu erinnern. Anlässlich ihres diamantenen Thronjubiläums wurden 1897 sechs Glocken installiert. 1998 erhielt die Kirche einen neuen Eingang und einen Anbau.
Hartford verfügt auch über eine methodistische Kirche; diese liegt an der Beech Road. Das Gebäude entstand 1891 und ersetzte damals ein 1833 in der Nähe errichtetes Bauwerk.

## Bildung
In Hartford gibt es mehrere Schulen:
- St. Nicholas Catholic High School
- Hartford High School
- Hartford County Primary School
- St. Wilfrid’s Catholic Primary School
- Hartford Manor

Hinzu kommt das Mid Cheshire College.

## Verkehr

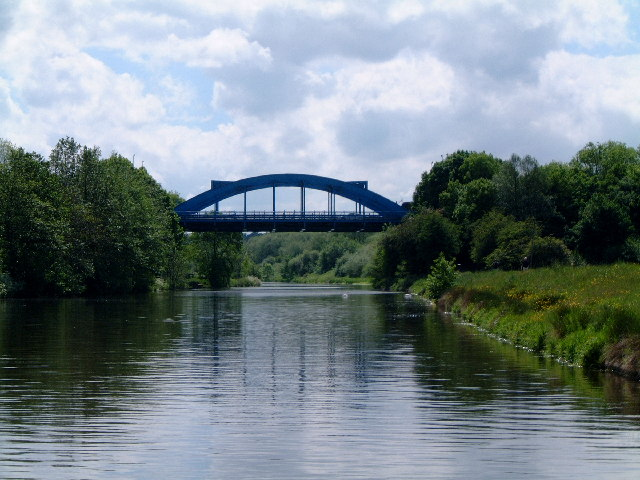
Die Hartford Bridge (oder Blue Bridge) führt die A556 über den Weaver.

Durch Hartford führt als Chester Road die A559 geteilt. Die A556 umgeht den Ort im Rahmen der Umfahrung von Northwich südlich. Die Brücke, die die Straße über den River Weaver führt, ist als Hartford Bridge oder Blue Bridge bekannt und wurde 1938 erbaut.
Hartford hat einen Bahnhof an der West Coast Mainline von Liverpool nach Crewe und an der Mid-Cheshire Line von Chester nach Manchester Piccadilly.

## Persönlichkeiten der Stadt
- Lal Hilditch (1894–1977), Fußballspieler
- Tim Lamb, Cricketspieler
- Ann Todd (1909–1993), Schauspielerin